# BKK Grillo-Werke AG
Die BKK Grillo-Werke AG war eine deutsche gesetzliche Krankenversicherung aus der Gruppe der betriebsbezogenen Betriebskrankenkassen.
Ihren Ursprung hatte die Kasse im Unternehmen Grillo-Werke.
Zum 1. Januar 2022 ging sie in der Krankenkasse Die Bergische Krankenkasse auf.

## Weblink
- Offizielle Website

Koordinaten: 51° 30′ 1,7″ N, 6° 45′ 31,3″ O